# Лопатарка
Лопатарката (Platalea leucorodia) е птица от семейство Ибисови (Threskiornithidae). Но рядко се среща в България.

## Физически характеристики
Лопатарката достига дължина до 1 метър и тегло около 1 – 1,2 kg. Размахът на крилете е 115 – 135 cm. Окраската на птицата е бяла, клюнът и краката са черни.

## Разпространение
Гнезди в Южна Европа, по-рядко в Западна Европа, а също в Азия и Северна Африка. В България се среща в резервата Сребърна. Европейските лопатарки зимуват в Централна и Източна Африка, а азиатските – в Индия и Китай.

## Начин на живот и хранене
Живее във влажни райони, на колонии от 6 до 160 птици. Предпочита малки сладководни или соленоводни водоеми, или бавнотечащи реки.
Храни се с дребни риби и жаби, личинки на насекоми, червеи, ракообразни, а понякога и с водни растения.

## Размножаване
Лопатарките гнездят в тръстиката, на дървета, а също на гнезда ниско над водата. Обикновено снасят 3 до 6 яйца, които се мътят и от двамата родители в течение на 21 – 25 денонощия.
Пиленцата се отглеждат и изхранват и от двамата родители. Отначало имат дебел и мек клюн, който се превръща в характерния за този вид чак след 5 – 6 седмици. Започват да летят около 49 дни след излюпването.